# Kупачица (слика Реноара)
Купачица (фр. Nu) је слика француског импресионисте Пјера Огиста Реноара. Представља уље на платну, насликано 1910. године. Тренутно се налази у Народном музеју у Београду. Слику је српском народу поклонио принц Павле Карађорђевић.

## Историја
Слику је у Паризу 1935. године купио Милан Кашанин, савремени директор Народног музеја. Плаћена је заједничким прилозима музеја, Министарства културе и приватним донацијама. Украдена је 1996. године. Током крађе тешко је оштећена, а након годину дана рестаурације била је у лошем стању. Након што је украдена, целокупна уметничка колекција премештена је у музејско складиште како би се заштитила колекција док се не инсталира бољи систем заштите.